# David Harvey (futbolista)
David Harvey (nacido el 7 de febrero de 1948)  es un exfutbolista que jugó como portero. Harvey es mejor conocido por su carrera como jugador de 19 años con el Leeds United, durante la cual hizo más de 400 apariciones con el primer equipo. Con Leeds ganó la final de la Copa FA de 1972 y el campeonato de liga en 1974. Fue subcampeón en otras 3 finales de copa sénior con Leeds. Harvey ganó 16 partidos internacionales con Escocia entre 1972 y 1976. Esto incluyó tres apariciones en la Copa Mundial de la FIFA de 1974, por la que fue votado como el portero del torneo.

## Carrera como jugador
Leeds United
Nacido en Leeds , West Riding of Yorkshire en 1948, Harvey asistió a la Foxwood School (en el área de Seacroft de Leeds), y jugó para Leeds City Boys antes de dejar la escuela para trabajar en una fábrica de zapatos Stylo .  Fue fichado como futbolista profesional por Don Revie en febrero de 1965, después de haber jugado como aprendiz durante dos años. 
Harvey fue el portero reserva del Leeds United a finales de la década de 1960 y principios de la de 1970, y estaba en el banco de reservas cuando Leeds ganó la Copa de la Liga y la Copa de Ferias en 1968, el campeonato de la Liga en 1969 y la Copa de Ferias en 1971.  Aunque jugó cuatro veces en cada una de las dos temporadas en las que ganó el trofeo de la Copa de Ferias.
En la final de la Copa FA de 1970, un error del portero titular Gary Sprake permitió que el Chelsea empatara en la primera mitad. Sprake no tuvo culpa del segundo gol del empate, pero Harvey lo reemplazó en el partido de desempate, que el Leeds perdió 2-1.
En la temporada 1971-72, Harvey jugó solo once partidos, pero fue seleccionado por delante de Sprake para la final de la Copa FA de 1972 contra el Arsenal, ya que Sprake sufría una lesión de rodilla. Leeds ganó 1-0 con un gol de Allan Clarke, y desde ese momento Harvey fue el portero titular.
Harvey jugó 63 veces en la temporada 1972-73, y jugó tanto en la final de la Copa FA como en la final de la Recopa de Europa, terminando en el lado perdedor en ambas ocasiones.
Leeds tuvo un comienzo de temporada 1973-74 invicto en 29 partidos, ganando el campeonato de Liga y dándole a Harvey la medalla de título a la que no había tenido derecho cinco temporadas antes.
Al comienzo de la temporada 1974-75, Harvey lanzó el último penalti durante la tanda de penaltis en el partido Charity Shield contra el Liverpool, pero falló, lo que permitió al Liverpool llevarse el trofeo a casa. Más tarde en la temporada, Harvey se lesionó en un accidente automovilístico. Se perdió el resto de la temporada y fue reemplazado por su suplente David Stewart. Stewart fue elogiado por su valentía y sus "paradas inspiradoras" al vencer al Anderlecht y al FC Barcelona en la Copa de Europa 1974-75. El Leeds fue derrotado por 2-0 por el Bayern Múnich en la final en París.
El resto de la década de 1970 fue testigo de la decadencia del Leeds después de que el equipo envejecido que había construido Revie se disolviera. Harvey se fue en 1980.
Vancouvers Whitecaps
Harvey se trasladó al club NASL Vancouver Whitecaps en 1980. Tuvo una primera temporada inestable con Vancouver, y aunque su forma mejoró en la segunda temporada en la NASL, las lesiones importantes de otro accidente automovilístico le impidieron recuperar su forma y su lugar.
Regreso al Leeds United
Harvey regresó a Leeds en 1983, cuando el club ya había descendido a la antigua Segunda División. Cuando se fue en 1985, había jugado con tres de sus antiguos compañeros de equipo: Allan Clarke ,Eddie Gray y Billy Bremner. Harvey jugó más de 400 partidos con el primer equipo de Leeds.
Carrera Posterior
Harvey jugó 6 partidos de liga para Bradford City en 1985. Esto fue bajo la dirección de un excompañero de equipo de Leeds, Trevor Cherry. Luego jugó 3 partidos de liga en Escocia para Morton en 1986. Luego jugó fútbol no profesional con Whitby Town y Harrogate Town antes de retirarse del juego a los 37 años. 
Carrera Internacional
Harvey hizo su debut con Escocia en una victoria por 2-0 sobre Dinamarca, seleccionado por su padre criado en Ayrshire. En sus 16 partidos internacionales, fue parte de ocho victorias, cuatro empates y cuatro derrotas. Fue seleccionado como el portero titular de Escocia para la Copa Mundial de la FIFA 1974 en Alemania Occidental. Harvey solo concedió un gol en tres partidos jugados, pero Escocia fue eliminada por diferencia de goles después de una victoria por 2-0 contra Zaire y empates con Brasil (0-0) y Yugoslavia (1-1). Fue elegido mejor portero del torneo en la Copa Mundial de la FIFA 1974.

## Honores
Leeds United
Primera División de la Liga de Fútbol : 1973–74
Copa FA : 1971–72 ;subcampeón: 1969–70, 1972–73
Copa de Ferias Interurbanas : 1967-68, 1970-71
Subcampeón de la Recopa de la UEFA : 1972-73
Escocia
Campeonato Británico de Fútbol Local : 1973-74 (compartido)

## La vida después del fútbol
Se retiró del fútbol a los 37 años. Dirigió un bar en Stamford Bridge, cerca de York. Luego se convirtió en cartero y dijo: "El ambiente de la oficina de clasificación era como un vestuario".
En 1994, con su segunda esposa, June (y sus cinco hijos), compró una casa de piedra de 150 años de antigüedad con 10 acres de tierras de cultivo en Sanday, en las Islas Orcadas. Volvió a trabajar como cartero. El 24 de diciembre de 2009, sufrió un ataque cardíaco, del que se recuperó.
En julio de 2020, Harvey se mudó a Lochmaben, cerca de Dumfries, para tener mayor acceso a sus nietos en comparación con Orkney.